# Katedra św. Szczepana w Hvarze
Katedra św. Szczepana w Hvarze (chor. Katedrala sv. Stjepana) – katedra pod wezwaniem św. Szczepana, diakona i męczennika, patrona diecezji Hvar i miasta Hvar, znajdująca się na centralnym placu w mieście Hvar, Trgu sv. Stjepana (Rynek). Przez stulecia, przebudowana i odbudowana była pierwotnie kościołem opactwa benedyktyńskiego Marije od Lesne. Niektórzy utrzymują, że katedrą stała się w XIII wieku, gdy biskup swoją siedzibę przeniósł ze Starego Grada (w której obecnie mieści się kościół św. Szczepana) do Hvaru. jeszcze podczas budowy, budynek został poważnie uszkodzony podczas inwazji tureckiej w 1571. Jednym z długoletnich biskupów, który zadbał o środki finansowe i materiały do odbudowy katedry był Hanibal Lucić. Poświęcił ją w 1703 roku biskup Rajmund Asperti.
W kaplicy św. Krzyża w południowej nawie katedry w Hvar jest przechowywany w specjalnym pudełku, mały krucyfiks gotycki, który według legendy, 6 lutego, w święto św. Doroty w 1510, w wyniku powstania ludowego z Matii Ivanicia, spłynął krwią, i tak wezwał mieszkańców miasta do pokuty i pojednania.
W katedrze są również umieszczone kości św. Prospera, które na wyspę Hvar z Rzymu przywiózł biskup Ivan Andreis w XVII wieku.